# Scottish Open 1978
Die Scottish Open 1978 im Badminton fanden vom 21. bis zum 22. Januar 1978 in Edinburgh statt.

## Sieger und Finalisten
| Disziplin    | Gold                             | Silber                       |
| ------------ | -------------------------------- | ---------------------------- |
| Herreneinzel | Derek Talbot                     | Rob Ridder                   |
| Dameneinzel  | Jane Webster                     | Karen Bridge                 |
| Herrendoppel | Derek Talbot Mike Tredgett       | Billy Gilliland Fraser Gow   |
| Damendoppel  | Jane Webster Sue Whittaker       | Paula Kilvington Anne Statt  |
| Mixed        | Billy Gilliland Joanna Flockhart | Fraser Gow Christine Stewart |

## Finalresultate
| Disziplin    | Sieger                           | Finalist                     | Ergebnis           |
| ------------ | -------------------------------- | ---------------------------- | ------------------ |
| Herreneinzel | Derek Talbot                     | Rob Ridder                   | 18–14, 12–15, 15–6 |
| Dameneinzel  | Jane Webster                     | Karen Bridge                 | 11–5, 11–4         |
| Herrendoppel | Derek Talbot Mike Tredgett       | Billy Gilliland Fraser Gow   | 15–6, 15–7         |
| Damendoppel  | Jane Webster Sue Whittaker       | Paula Kilvington Anne Statt  | 17–15, 5–15, 15–9  |
| Mixed        | Billy Gilliland Joanna Flockhart | Fraser Gow Christine Stewart | 11–15, 15–9, 15–6  |